# Тоні Ружьє
Тоні Ружьє (англ. Tony Rougier, нар. 17 липня 1971) — тринідадський футболіст, що грав на позиції півзахисника, у тому числі за низку британських клубних команд, а також за національну збірну Тринідаду і Тобаго.

## Клубна кар'єра
У дорослому футболі дебютував 1986 року виступами за команду «Ла-Брі Енджелс», в якій провів три сезони.
Згодом пограв за декілька інших тринідадських команд, 1995 року перейшов до шотландського «Рейт Роверс», а за два роки став гравцем іншої шотландської команди, «Гіберніана». Відіграв за команду з Единбурга наступні півтора сезони своєї ігрової кар'єри.
На початку 1999 року перебрався до Англії, уклавши контракт із друголіговим «Порт Вейлом». Виступав на рівні другого і третього англійських дивізіонів протягом наступних шести років, встигнувши пограти також за  «Редінг», «Брайтон енд Гоув», «Брентфорд» та «Бристоль Сіті».
2004 року був гравцем китайського «Нанкін Йойо», наступного року виступав у США «Рочестер Рінос», після чого повернувся на батьківщину і грав за «Юнайтед Петротрин» та «Норт-Іст Старз». Завершував ігрову кар'єру у команді «Саут Енд», за яку виступав протягом 2009—2011 років.

## Виступи за збірну
1995 року дебютував в офіційних матчах у складі національної збірної Тринідаду і Тобаго.
У складі збірної був учасником трьох розіграшів Золотого кубка КОНКАКАФ — 1996, 1998 і 2000 років. На останньому турнірі виборов бронзові нагороди континентальної першості.
Загалом протягом кар'єри в національній команді, яка тривала 11 років, провів у її формі 67 матчів, забивши 5 голів.